# Gerd Gigerenzer

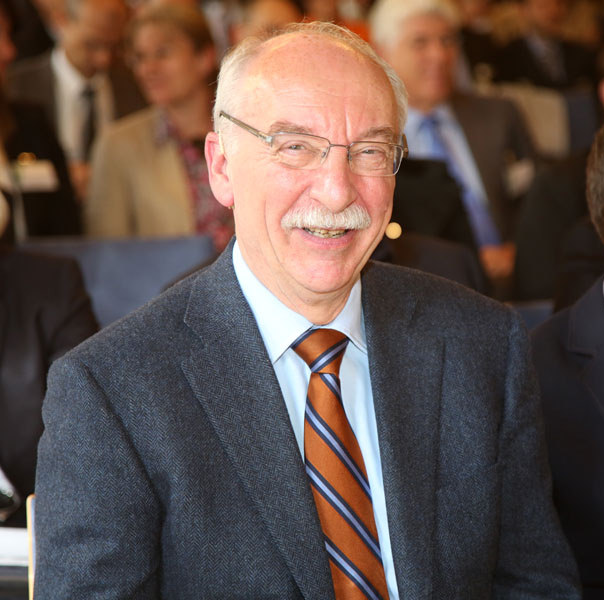
Gerd Gigerenzer (2014)

Gerd Gigerenzer (* 3. September 1947 in Wallersdorf) ist ein deutscher Psychologe, Direktor emeritus am Max-Planck-Institut für Bildungsforschung (Abteilung: „Adaptives Verhalten und Kognition“), seit 2020 Direktor des Harding-Zentrums für Risikokompetenz an der Universität Potsdam und seit 2024 Vize-Präsident des Europäischen Forschungsrats (ERC). Gigerenzer ist mit der Wissenschaftshistorikerin Lorraine Daston verheiratet. 
In der Öffentlichkeit ist er unter anderem durch seine Arbeit zum kompetenten Umgang mit Risiken, zur Kunst des Entscheidens und als Kritiker des Nudging-Ansatzes in der Verhaltensökonomik hervorgetreten. Die Schweizer Denkfabrik Gottlieb Duttweiler Institut hat Gigerenzer 2014 als einen der 100 einflussreichsten Denker der Welt bezeichnet.

## Leben
Nach Promotion und Habilitation in Psychologie an der Ludwig-Maximilians-Universität München war er von 1984 bis 1990 Professor für Psychologie an der Universität Konstanz, von 1990 bis 1992 an der Universität Salzburg und von 1992 bis 1995 an der University of Chicago. Anschließend war er 1995 bis 1997 Direktor am Max-Planck-Institut für psychologische Forschung in München, bevor er an das Max-Planck-Institut für Bildungsforschung nach Berlin wechselte. Bis 2017 war er hier Direktor der Abteilung Adaptives Verhalten und Kognition, seit 2009 ist er Direktor des Harding-Zentrum für Risikokompetenz, das seit 2020 an der Universität Potsdam ist.
Gigerenzer arbeitet über begrenzte Rationalität, Heuristiken und effiziente Entscheidungsbäume, das heißt über die Frage, wie man rationale Entscheidungen treffen kann, wenn Zeit und Information begrenzt und die Zukunft ungewiss ist (siehe auch Entscheidung unter Ungewissheit). Der breiten Öffentlichkeit ist er mit seinen Büchern Das Einmaleins der Skepsis, Risiko, Bauchentscheidungen und zuletzt Klick bekannt geworden, welche in über 20 Sprachen übersetzt und veröffentlicht wurden.
Er gehört zu den Unterstützern der Charta der Digitalen Grundrechte der Europäischen Union, die Ende November 2016 veröffentlicht wurde. Seit 2020 ist Gigerenzer Mitglied des Science Council des ERC, der Leitung des Europäischen Forschungsrats (European Research Council), und ab 1. Januar 2024 einer von drei Vizepräsidenten.

## Werk

### Heuristiken
Mit Daniel Goldstein theoretisierte er erstmals die Erkennungsheuristik (recognition heuristic) und die Take-the-best-Heuristik. Sie wiesen analytisch Bedingungen nach, unter denen Semi-Ignoranz (fehlende Wiedererkennung) zu besseren Schlussfolgerungen führen kann als bei mehr Wissen. Diese Ergebnisse wurden in vielen Versuchen experimentell bestätigt, z. B. durch den Nachweis, dass semi-ignorante Personen, die sich auf das Erkennen verlassen, bei der Vorhersage der Ergebnisse der Tennisturniere in Wimbledon genauso gut oder besser sind als die ATP-Rangliste und die Experten der Association of Tennis Professionals. In ähnlicher Weise wurde festgestellt, dass erfahrene Experten (z. B. Polizei, professionelle Einbrecher, Flughafensicherheit) bei ihren Entscheidungen eher der Take-the-best-Heuristik folgen, als alle Informationen zu gewichten und zu addieren, während unerfahrene Studierende eher Letzteres tun. Eine dritte Klasse von Heuristiken, die Fast-And-Frugal-Bäume (fast-and-frugal-trees), dienen der Kategorisierung und werden beispielsweise in Notaufnahmen zur Vorhersage von Herzinfarkten und zur Modellierung von Kautionsentscheidungen von Richtern in Londoner Gerichten verwendet. In solchen Fällen sind die Risiken nicht bekannt, so dass die Fachleute mit Unsicherheiten konfrontiert sind. Um die Logik der Fast-And-Frugal-Bäume und anderer Heuristiken besser zu verstehen, wenden Gigerenzer und seine Kollegen die Strategie an, die Konzepte der Fast-And-Frugal-Bäume auf wohlverstandene Optimierungstheorien wie die Signaldetektionstheorie abzubilden.
In seinem kurzen Buch Classification in the Wild (2020, MIT Press) zeigt Gigerenzer anhand von Beispielen, wie amerikanische Bürger über die Wahl ihres Präsidenten entscheiden oder wie Rettungssanitäter bei einem medizinischen Notfall Prioritäten setzen, wie man Heuristiken wie Fast-and-Frugal-Bäume und Tallying-Modelle erstellt und wie man ihre Genauigkeit und Transparenz mit den neuesten Algorithmen aus anderen Bereichen, einschließlich des maschinellen Lernens, testet und vergleicht.
Als Kritiker der Arbeiten von Daniel Kahneman und Amos Tversky vertritt Gigerenzer die Auffassung, dass Heuristiken nicht dazu führen sollten, das menschliche Denken als von irrationalen kognitiven Verzerrungen durchsetzt zu betrachten, sondern Rationalität als ein adaptives Werkzeug zu begreifen, das nicht mit den Regeln der formalen Logik oder der Wahrscheinlichkeitsrechnung identisch ist. Er und seine Mitarbeiter haben theoretisch und experimentell gezeigt, dass viele kognitive Irrtümer besser als adaptive Reaktionen auf eine Welt der Ungewissheit zu verstehen sind, wie z. B. der Verknüpfungsfehlschluss (conjunction fallacy), der Prävalenzfehler (base-rate fallacy) und die Selbstüberschätzung (overconfidence).

### Adaptive Toolbox
Der Grundgedanke des adaptiven Werkzeugkastens (adaptive toolbox) ist, dass verschiedene Denkbereiche unterschiedliche spezialisierte kognitive Mechanismen anstelle einer universellen Strategie erfordern. Bei der Analyse des adaptiven Werkzeugkastens und seiner Entwicklung handelt es sich um deskriptive Forschung mit dem Ziel, die kognitiven Kernkapazitäten (z. B. das Erkennungsgedächtnis) und die Heuristiken, die diese ausnutzen (z. B. die Erkennungsheuristik), zu spezifizieren.

### Risikokommunikation
Neben seiner Forschung zu Heuristiken untersucht Gigerenzer die Risikokommunikation in Situationen, in denen Risiken tatsächlich berechnet oder genau abgeschätzt werden können. Er hat einen ökologischen Ansatz für die Risikokommunikation entwickelt, bei dem die Übereinstimmung zwischen der Kognition und der Präsentation der Informationen in der Umwelt im Mittelpunkt steht. So haben Laien wie auch Fachleute oft Probleme, Bayes'sche Schlussfolgerungen zu ziehen, und begehen dabei typischerweise das, was in der Literatur über kognitive Täuschungen als Prävalenzfehler (base rate fallacy) bezeichnet wird. Gigerenzer und Ulrich Hoffrage waren die ersten, die eine Repräsentation namens natürliche Frequenzen entwickelten und testeten, die Menschen dabei hilft, Bayes'sche Schlussfolgerungen ohne Hilfe von außen korrekt zu ziehen. Später wurde gezeigt, dass mit dieser Methode sogar Viertklässler in der Lage waren, korrekte Schlüsse zu ziehen. Auch hier liegt das Problem nicht einfach im menschlichen Verstand, sondern in der Darstellung der Informationen. Gigerenzer hat etwa 1000 Ärzten an der CMU und etwa 50 US-Bundesrichtern Risikokompetenz beigebracht, und die natürlichen Häufigkeiten haben inzwischen Eingang in den Wortschatz der evidenzbasierten Medizin gefunden. In den letzten Jahren haben medizinische Fakultäten auf der ganzen Welt damit begonnen, natürliche Häufigkeiten zu lehren, um jungen Ärzten das Verständnis von Testergebnissen zu erleichtern.

### Bauchentscheidungen
Gigerenzer kritisiert kognitive Modelle, die das Fällen von Urteilen und Entscheidungen als das Resultat komplexer bewusster Prozesse betrachten, die eine möglichst rationale Entscheidung aus der Gesamtheit der verfügbaren Informationen erzeugen. Diesem Ansatz folgt die oftmals in der Ratgeber- und Unternehmensberatungsliteratur zu findende Empfehlung, bei Entscheidungsfindungen möglichst analytisch vorzugehen, Vor- und Nachteile aufzulisten und genau gegeneinander abzuwägen. Gigerenzer sieht das aber als Beispiel für eine Abweichung von der alltäglichen Entscheidungsfindung, die er für wenig erfolgreich hält. An Stelle eines solchen logisch-rationalen Modells des Entscheidens betont Gigerenzer die Bedeutung des Bauchgefühls – Entscheidungen werden demzufolge vor allem intuitiv anhand von Faustregeln getroffen, denen die rationalen Entscheidungsstrategien als späte Hilfsmittel nachgeordnet sind. Diesen Bauchentscheidungen zu folgen ist nach Gigerenzer selbst wieder eine rationale Strategie, da sie relativ erfolgreich ist. Das Bauchgefühl darf dabei nicht mit einer zufälligen Eingebung oder Naivität verwechselt werden. Besonders gut funktionieren Bauchentscheidungen, wenn sie auf Fachwissen beruhen. Gigerenzer beschreibt einen Fall, wo sich Kunsthistoriker über den Ankauf eines Torsos durch das Getty Museum beunruhigt zeigten. Die wissenschaftlichen Prüfungen erkannten die Fälschung vorerst nicht, später wurde das Kunstwerk als Fälschung enttarnt.

### Nützliches Halbwissen
Die Trefferquote der Take-the-best-Strategie kann paradoxerweise durch das Weglassen von Informationen verbessert werden. „Gute Intuitionen müssen Informationen ignorieren“ (Gigerenzer). Das Paradoxon erklärt sich dadurch, dass längst nicht alle Informationen für die Vorhersage relevant sind. Take the best ist eine Strategie, die es erlaubt, bestimmte Daten als entscheidend heranzuziehen und den Rest zu ignorieren. Dieses Vorgehen widerspricht nach Gigerenzer einem weit verbreiteten, aber falschen Ideal des Maximierers: „Mehr Information ist immer besser. Mehr Zeit ist immer besser. Mehr Optionen sind immer besser. Mehr Berechnungen sind immer besser. Dieses Schema steckt tief in uns drin, aber es ist falsch! Was uns als Forscher interessiert, ist: Wann ist ‹mehr› besser, und wann ist ‹weniger› besser?“ (Gigerenzer)
Ein ungenaues Wissen kann auch richtig sein. In einer Untersuchung stellte er die Frage: „Welche Stadt hat mehr Einwohner: San Diego oder San Antonio?“ einmal deutschen, einmal US-amerikanischen Studenten. Das überraschende Ergebnis: die deutschen Studenten konnten die Frage öfter richtig beantworten (San Diego), weil sie von der anderen Stadt im Gegensatz zu ihren Kollegen noch nie gehört hatten. Er geht davon aus, dass teilweise uninformierte Entscheidungen auf unbewussten Faustregeln basieren, im vorliegenden Fall: Die bekannte Stadt ist wahrscheinlich auch die größere – und dies führt häufig zum Erfolg.

### Unstatistik des Monats
Gemeinsam mit dem Bochumer Ökonomen Thomas K. Bauer und dem Dortmunder Statistiker Walter Krämer rief Gigerenzer im Jahr 2012 die Aktion „Unstatistik des Monats“ ins Leben. Seit 2020 ist die Statistikerin Katharina Schüller Mitglied des Unstatistik-Teams. Die Aktion soll nach Aussage der Initiatoren „dazu beitragen, mit Daten und Fakten vernünftig umzugehen, in Zahlen gefasste Abbilder der Wirklichkeit korrekt zu interpretieren und eine immer komplexere Welt und Umwelt sinnvoller zu beschreiben“. Die Autoren haben die Unstatistiken in zwei Büchern aufbereitet, Grüne fahren SUV und Joggen macht unsterblich: Über Risiken und Nebenwirkungen der Unstatistik (2022) und Warum dick nicht doof macht und Genmais nicht tötet: Über Risiken und Nebenwirkungen der Unstatistik (2014).

### Corona-Epidemie
Gemeinsam mit dem Harding-Zentrum für Risikokompetenz entwickelte Gigerenzer während der Corona-Pandemie verständliche graphische Darstellungen zur Wirksamkeit von Covid-19-Impfstoffen und der Interpretation von Schnelltests. Graphiken des Harding-Zentrum für Risikokompetenz und seiner Schwesterinstitution, des Winton Centre for Risk and Evidence Communication an der Universität Cambridge, sind in die Veröffentlichungen des Robert-Koch-Instituts und der Europäischen Arzneimittel Agentur eingeflossen. Ganz am Anfang der Krise vermutete Gigerenzer allerdings, dass sie wie die Schweinegrippe-Pandemie verlaufen würde, änderte dann aber aufgrund der Daten seine Meinung. Noch im Februar 2020 gab Gigerenzer Interviews, in denen er der deutschen Bevölkerung riet, sie solle keine Angst vor dem Corona-Virus haben, sondern „vor den Dingen, die uns und unsere Familie umbringen könnten“. Anfang März 2020 gab er dann laut ZDF „fünf Interviews täglich“, in welchen er behauptete, die Angst sei übertrieben und „eines der größten Risiken [sei], dass Politiker unter Druck gesetzt werden zu handeln. Und dass sie überreagieren, um sich nicht dem Vorwurf der Untätigkeit ausgesetzt zu sehen.“ Gleichzeitig betonte er in diesem Interview die latente Unsicherheit der Pandemie: „Niemand weiß, wo diese Sache mit dem neuen Coronavirus hingeht.“ Am Ende desselben Monats sprach er sich für die vom RKI und WHO vorgeschlagenen Vorsichtsmaßnahmen (AHA-Regeln) aus.
Später im Jahr – als die wissenschaftliche Datenlage solider war – bestätigte er, dass „Covid-19 eine ernste Gefahr“ sei und dass in seinem „eigenen Bekanntenkreis [...] Menschen daran schwer erkrankt und gestorben“ seien. Er warnte zur selben Zeit davor, dass Menschen mit Symptomen von Schlaganfall oder Herzinfarkt zögern und zu spät ins Krankenhaus kommen, aus Angst sich dort mit Corona zu infizieren. Seine Hauptbotschaft bleibt auch hier, dass in solchen dynamisch verändernden Situationen, in denen Unvorhersehbarkeit herrscht, Angst und Panik keine adäquate Antwort seien. Er rät, den Umgang mit Risiken bereits in der Schule zu lehren.

### Forschung- und Lehraufenthalte
Gigerenzer war Visiting Fellow am Department for Psychology, Harvard University, 1987–1988 und 2002–2003; Fellow am Center for Advanced Study in the Behavioral Sciences, Stanford 1989–1990; Batten Fellow, Darden Business School, University of Virginia, Charlottesville, 2004-now; SAGE Fellow, University of California, Santa Barbara, 2014; Patten Lecturer, Indiana University, Bloomington, 2014; Visiting Professor, Department of Psychology, Queen’s University, Kingston, Kanada 1985; Fellow am Zentrum für Interdisziplinäre Forschung (ZiF), Bielefeld, 1982–1983 und 1991–1992; John M. Olin Distinguished Vising Professor, School of Law, University of Virginia, Charlottesville, 1999; Rothschild Distinguished Visiting Professor, Isaac Newton Institute, Cambridge University, 2016.

## Mitgliedschaften (Auswahl)
- Berlin-Brandenburgische Akademie der Wissenschaften
- Cognitive Science Society (Fellow)
- Leopoldina
- Sachverständigenrat für Verbraucherfragen
- American Academy of Arts and Sciences
- American Philosophical Society (2016)
- British Academy (2024)

## Auszeichnungen und Preise
Gerd Gigerenzer hat den Preis der American Association for the Advancement of Science (AAAS) für den besten Zeitschriftenartikel in den Verhaltenswissenschaften, den Preis der Association of American Publishers für das beste Buch in den Sozialwissenschaften sowie den Deutschen Psychologie-Preis und den Communicator-Preis der Deutschen Forschungsgemeinschaft (DFG) erhalten. Er ist Ehrendoktor der Universität Basel, der Open University of the Netherlands und der University of Southampton.
Weitere Auszeichnungen (Auswahl):
- 2023: Harry H. Strasburger MD Award, Harvard Medical School
- 2022: Science Communication Medal, Max Planck Institutes Göttingen
- 2021: Society for Risk Analysis Distinguished Educator Award
- seit 2020: Member, Scientific Council of the European Research Council
- seit 2020: Honorary Professor, University of Potsdam
- 2020: Best TED talk 2020 (2nd place), awarded by Duke University Annual Hindsight Awards
- 2019: Allais Memorial Prize in Behavioral Sciences
- 2018: Henry Walton Prize, Association for the Study of Medical Education (ASME)
- 2015: Stiftungspreis der Stiftung Allgemeinmedizin
- seit 2008: Fellow of the Association for Psychological Science (APS) for Distinguished Contributions to Psychological Science
- Cognition As Intuitive Statistics (1987, with David J. Murray) re-issued in Psychology Revivals, Psychology Press, honoring the most influential scholars of the last 120 years
- 2014: GIKA Distinguished Scholar Award in Information and Knowledge Science
- 2011: Outstanding Paper Award, International Journal of Forecasting, for „Fast and frugal forecasting“ (with D. G. Goldstein)
- 2011: Marsilius Medaille, Universität Heidelberg
- 2011: Honorary Fellow, Institute for Risk Management, UK
- 2007: Wirtschaftsbuchpreis für Bauchentscheidungen, verliehen durch die Handelszeitung
- 2007: Wissenschaftsbuch für Bauchentscheidungen, verliehen durch Bild der Wissenschaft
- 2002: Wissenschaftsbuch 2002 für Das Einmaleins der Skepsis, verliehen durch Bild der Wissenschaft.

## Veröffentlichungen

### Bücher (Auswahl)
- J. Reb, S. Luan und G. Gigerenzer (2024). Smart management: How simple heuristics help leaders make good decisions in an uncertain world. MIT Press, ISBN 978-0-262-54801-4
- G. Gigerenzer, S. Mousavi und R. Viale (Eds.) (2024). Elgar Companion to Herbert Simon.' Edward Elgar, ISBN 978-1-80037-067-8
- G. Gigerenzer (2023). The intelligence of intuition. Cambridge University Press, ISBN 978-1-009-30488-7
- G. Gigerenzer, (2022). Klick: Wie wir in einer digitalen Welt die Kontrolle behalten und die richtigen Entscheidungen treffen. München: Bertelsmann, 2021, ISBN 978-3-570-10445-3
- T. K. Bauer, G. Gigerenzer, W. Krämer und K. Schüller (2022). Grüne fahren SUV und Joggen macht unsterblich. Campus Verlag, ISBN 978-3-593-51608-0
- K. Katsikopoulos, Ö Şimşek, M. Buckmann und G. Gigerenzer (2020). Classification in the wild. MIT Press, ISBN 978-0-262-04515-5
- G. Gigerenzer (2015). Simply rational: Decision making in the real world. Oxford University Press, ISBN 978-0-19-939007-6
- T. K. Bauer, G. Gigerenzer, W. Krämer (2014). Warum dick nicht doof macht und Genmais nicht tötet: Über Risiken und Nebenwirkungen der Unstatistik. Campus Verlag, ISBN 978-3-593-50030-0
- G. Gigerenzer (2014). Risk savvy: How to make good decisions. Viking. Deutsch: Risiko: Wie man die richtigen Entscheidungen trifft. Bertelsmann, 2013, ISBN 978-3-570-55442-5
- G. Gigerenzer, R. Hertwig und T. Pachur (Eds.) (2011). Heuristics: The foundations of adaptive behavior. Oxford University Press, ISBN 978-0-19-974428-2
- G. Gigerenzer, (2008). Rationality for mortals: How people cope with uncertainty. Oxford University Press, ISBN 978-0-19-532898-1
- G. Gigerenzer, (2007). Gut feelings: The intelligence of the unconscious. Viking Press. Deutsch: Bauchentscheidungen: Die Intelligenz des Unbewussten und die Macht der Intuition. München: Bertelsmann, 2007, ISBN 978-3-570-00937-6
- G. Gigerenzer, (2002). Calculated risks: How to know when numbers deceive you. Simon & Schuster. Deutsch: Das Einmaleins der Skepsis: Über den richtigen Umgang mit Zahlen und Risiken. Berlin: Berlin-Verlag, 2002. Paperback ed.: München: Piper, 2015, ISBN 978-3-8270-7792-9
- G. Gigerenzer und R. Selten (Eds.). (2001). Bounded rationality: The adaptive toolbox. MIT Press. PDF
- G. Gigerenzer, P. M. Todd und the ABC Research Group. (1999). Précis of Simple heuristics that make us smart. Oxford University Press. researchgate.net
- G. Gigerenzer, Z. Swijtink, T. Porter, L. Daston, J. Beatty, und L. Krüger (1989). The empire of chance. How probability changed science and everyday life. Cambridge University Press, ISBN 978-0-511-72048-2
- G. Gigerenzer und D. J. Murray (1987). Cognition as intuitive statistics. Erlbaum, ISBN 978-1-138-95030-6

### Artikel (Auswahl)
- G. Gigerenzer, J. Reb, S. Luan (2022). Smart heuristics for individuals, teams, and organizations. Annual Review of Organizational Psychology and Organizational Behavior, 9, 171–198. doi:10.1146/annurev-orgpsych-012420-090506 (PDF)
- G. Gigerenzer, (2022). Simple heuristics to run a research group. PsyCH Journal, 11, 275–280. doi:10.1002/pchj.533
- F. Artinger, G. Gigerenzer und P. Jacobs (2022). Satisficing: Integrating two traditions. Journal of Economic Literature, 60, 598–635. (PDF)
- G. Gigerenzer, J. Multmeier, A. Föhring und O. Wegwarth (2021). Do children have Bayesian intuitions? Journal of Experimental Psychology: General, 50, 1041–1070. doi:10.1037/xge0000979 PDF
- G. Gigerenzer, (2018). The bias bias in behavioral economics. Review of Behavioral Economics, 5, 303–336. doi:10.1561/105.00000092 (PDF)
- G. Gigerenzer, (2018). Statistical rituals: The replication delusion and how we got there. Advances in Methods and Practices in Psychological Science, 1, 198–218. doi:10.1177/2515245918771329 (PDF)
- G. Gigerenzer, (2017). A theory integration program. Decision, 4, American Psychological Association, 2017, S. 133–145.
- G. Gigerenzer und R. Garcia-Retamero (2017). Cassandra’s regret. The psychology of not wanting to know. Psychological Review, 124, 179–196. doi:10.1037/rev0000055 (PDF)
- H. R. Arkes, G. Gigerenzer und R. Hertwig (2016). How bad is incoherence? Decision, 3, 20–39. (PDF)
- S. Luan, L. Schooler und G. Gigerenzer, (2011). A signal detection analysis of fast-and-frugal trees. Psychological Review, 118, 316–338. doi:10.1037/a0022684 (PDF)
- G. Gigerenzer und W. Gaissmaier (2011). Heuristic decision-making. Annual Review of Psychology, 62. 451–482. doi:10.1146/annurev-psych-120709-145346 (PDF)
- G. Gigerenzer, (2010). Moral satisficing. Rethinking moral behavior as bounded rationality. Topics in Cognitive Science, 2, 528–554. doi:10.1111/j.1756-8765.2010.01094.x (PDF)
- G. Gigerenzer und H. Brighton (2009). Homo heuristicus: Why biased minds make better inferences. Topics in Cognitive Science, 1, 107–143. doi:10.1111/j.1756-8765.2008.01006.x (PDF)
- G. Gigerenzer, W. Gaissmaier, E. Kurz-Milcke, L. M. Schwartz und S. W. Woloshin (2007). Helping doctors and patients make sense of health statistics. Psychological Science in the Public Interest, 8, 53–96. (PDF)
- G. Gigerenzer, (2006). Out of the frying pan into the fire: Behavioral reactions to terrorist attacks. Risk Analysis, 26, 347–351. (PDF)
- G. Gigerenzer, (2004). Mindless statistics. Journal of Socio-Economics, 33, 587–606. (PDF)

## Video
- TEDx Talk: Risk literacy
- TEDx Talk: How do smart people make smart decisions?
- TED-Ed Why do people fear the wrong things?
- Gerd Gigerenzer & Nicholas Taleb: The dichotomy of behavioral economics.
- Ärztliche Risikokompetenz. Vortrag an der Charité, Berlin.
- Bauchentscheidungen: Die Intelligenz des Unbewussten